# Northeast Airlines (China)
Northeast Airlines war eine Chinesische Fluggesellschaft mit nationalen Zielen. Gegründet wurde sie 2006 von der CAAC (Air China), der Flugbetrieb startete 2007 und 2010 wurde Northeast Airlines von Hebei Airlines übernommen. Ihre Basis war Shenyang. Northeast Airlines war die erste Regionalfluggesellschaft im Nordosten Chinas.

## Flotte
Vor der Einstellung des Flugbetriebs bestand die Flotte der Northeast Airlines aus:
- 1 Airbus A319
- 2 Embraer 145